# Armas de destrucción masiva en Estados Unidos
Se sabe que los Estados Unidos posee tres tipos de armas de destrucción masiva: armas nucleares, armas químicas y armas biológicas. Los EE. UU. es el único país que ha usado armas nucleares en combate. Los EE. UU. también utilizó armas químicas en la Primera Guerra Mundial, en la Guerra de Vietnam y en la Guerra de Irak. Había desarrollado en secreto la forma más antigua de la bomba atómica durante la década de 1940 bajo el título "Proyecto Manhattan". Los Estados Unidos fue pionero tanto en el desarrollo de la bomba de fisión nuclear, como la de hidrógeno (fusión nuclear). Fue la primera potencia nuclear y único en el mundo durante varios años por delante de la Unión Soviética.

## Armas nucleares

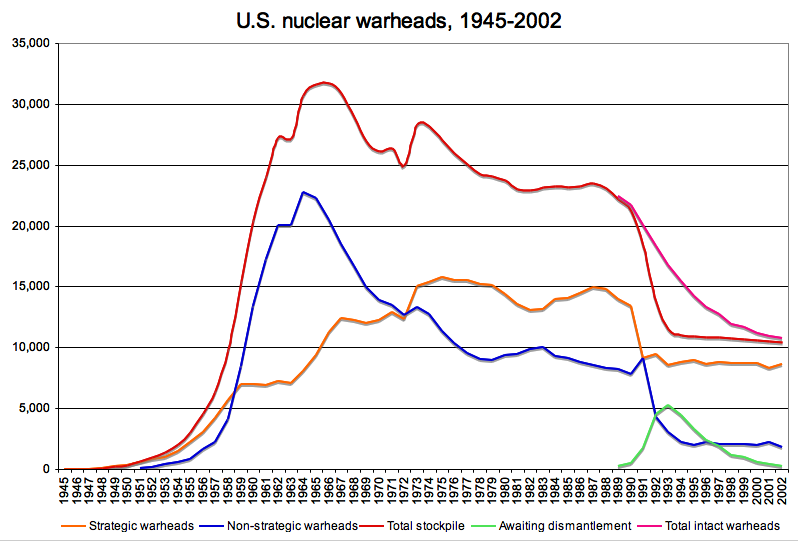

Las armas nucleares han sido desplegados dos veces en tiempos de guerra: dos armas nucleares fueron utilizados por los Estados Unidos contra Japón en la Segunda Guerra Mundial en los Bombardeos atómicos sobre Hiroshima y Nagasaki. En total, los dos atentados con bombas mató a unos 105 000 ciudadanos japoneses y lesionó a otros 130 000.
Los EE. UU. llevaron a cabo un extenso programa de ensayos nucleares. 1054 pruebas entre 1945 y 1992. El número exacto de artefactos nucleares detonadas no está claro por algunos ensayos relacionados con múltiples dispositivos, que unos pocos no llegaron a explotar o no fueron diseñados para crear una explosión nuclear. La última prueba nuclear de los Estados Unidos fue el 23 de septiembre de 1992; ha firmado pero no ratificado el Tratado de Prohibición Completa de los Ensayos Nucleares.
Actualmente, el arsenal nuclear estadounidense se despliega en tres áreas:
- Misiles balísticos intercontinentales basados en tierra;
- Misiles balísticos lanzados desde submarinos nucleares basados en mar, o SLBM, y
- Armas nucleares basadas en aire del heavy bomber group de la Fuerza Aérea.

Los Estados Unidos es uno de los cinco "Estados con armas nucleares" en el marco del Tratado de No Proliferación Nuclear, que ratificó en 1968. El 13 de octubre de 1999, el Senado de Estados Unidos rechazó la ratificación del Tratado de Prohibición Completa, después de haber ratificado el Tratado de prohibición parcial de los ensayos en 1963. No tienen, sin embargo, pruebas de armas nucleares desde 1992, aunque se ha probado muchos componentes no nucleares y ha desarrollado poderosas supercomputadoras en un intento de duplicar los conocimientos obtenidos de los ensayos sin las pruebas en sí mismas.
En la década de 1990, los Estados Unidos dejaron de desarrollar nuevas armas nucleares y, en cambio dedica la mayor parte de sus esfuerzos nucleares en la administración de existencias (programa Stockpile stewardship), mantenimiento y desmantelamiento de su arsenal ahora en envejecimiento. La administración de George W. Bush decidió en 2003 dedicarse a la investigación hacia una nueva generación de pequeñas armas nucleares, especialmente "los penetradores de la tierra". El presupuesto aprobado por el Congreso de los Estados Unidos en 2004 eliminó la financiación de parte de esta investigación, incluyendo los "penetradores de bunker o armas penetradores de tierra".
El número exacto de las armas nucleares que poseen los Estados Unidos es difícil de determinar. Tratados y organizaciones tienen diferentes criterios para la presentación de informes en armas nucleares, especialmente las mantenidas en reserva, y aquellas desmantelándose o reconstruyéndose:
- A partir de 1999, los EE. UU. Se dice que tiene 12 mil armas nucleares de todo tipo almacenadas.[6]
- En su Tratado de Reducción de Armas Estratégicas (START) una declaración para el año 2003, los EE. UU. listo 5968 ojivas desplegadas según lo definido por las normas de START.[7]
- Para 2007, el Boletín de Científicos Atómicos lista a Estados Unidos con alrededor de 5400 cabezas nucleares en total: alrededor de 3575 ojivas estratégicas y 500 no estratégicas, y sobre 1260 ojivas adicionales contenidas en el arsenal inactivo. Otras cabezas están en algún paso del proceso de desmantelar.[8]
- El número exacto al 30 de septiembre de 2009, fue de 5113 cabezas nucleares, según una hoja informativa publicada el 3 de mayo de 2010.[9]

En 2002, los Estados Unidos y Rusia acordaron en el tratado SORT reducir sus arsenales desplegados en no más de 2200 ojivas cada uno. En 2003, los EE. UU. rechazó las propuestas de Rusia para reducir aún más los arsenales nucleares, a 1500 cada uno. En 2007, por primera vez en quince años, Estados Unidos construyó algunas nuevas ojivas. Estas fueron para reemplazar algunos cabezas mayores como parte del programa de actualización Minuteman III. 2007 también vio el primer retiro de misiles Minuteman III fuera de servicio como parte de la reducción. En general, los números de las existencias y los sistemas de despliegue continua disminuyendo a medida que los Estados Unidos se aproximan al nivel de lo estipulado en el tratado Sort que debe alcanzarse para el año 2012.
En 2010, el Pentágono reveló que el tamaño actual de su arsenal nuclear es un total de 5113 cabezas nucleares desplegadas operacionalmente, en reserva activa y en depósitos inactivos. La cifra no incluye las aproximadamente 4600 cabezas nucleares que se han jubilado y programadas para el desmantelamiento. El número de ojivas estratégicas desplegadas operacionalmente se sitúa en 1968.

### Actualidad
A partir de 2021, las fuerzas nucleares estadounidenses en tierra consisten en 400 misiles balísticos intercontinentales (ICBM) Minuteman III repartidos entre 450 lanzadores operativos, operados por el Comando de Ataque Global de la Fuerza Aérea. La fuerza nuclear marina consiste en 14 submarinos de clase Ohio armados con Trident II D5 que tienen capacidad nuclear, hay nueve submarinos en el océano Pacífico y cinco en el océano Atlántico. Las capacidades nucleares en el aire son proporcionadas por 60 bombarderos pesados con capacidad nuclear, 20 bombarderos B-2 y 40 B-52.
La Fuerza Aérea ha modernizado sus misiles Minuteman III para que duren hasta 2030, y el LGM-35 Sentinel comenzará a reemplazarlos en 2029. La Marina ha realizado esfuerzos para extender la vida operativa de sus misiles nucleares a lo largo de la década de 2020; también está produciendo nuevos submarinos de clase Columbia para reemplazar la flota de la clase Ohio a partir de 2031. La Fuerza Aérea también está retirando los misiles de crucero nucleares AGM-86 ALCM de sus B-52, dejando solo la mitad de capacidad nuclear. Tiene la intención de adquirir un nuevo bombardero de largo alcance, el B-21, y el nuevo misil de crucero de largo alcance AGM-181 LRSO a lo largo de la década de 2020.

## Misiles balísticos intercontinentales en tierra

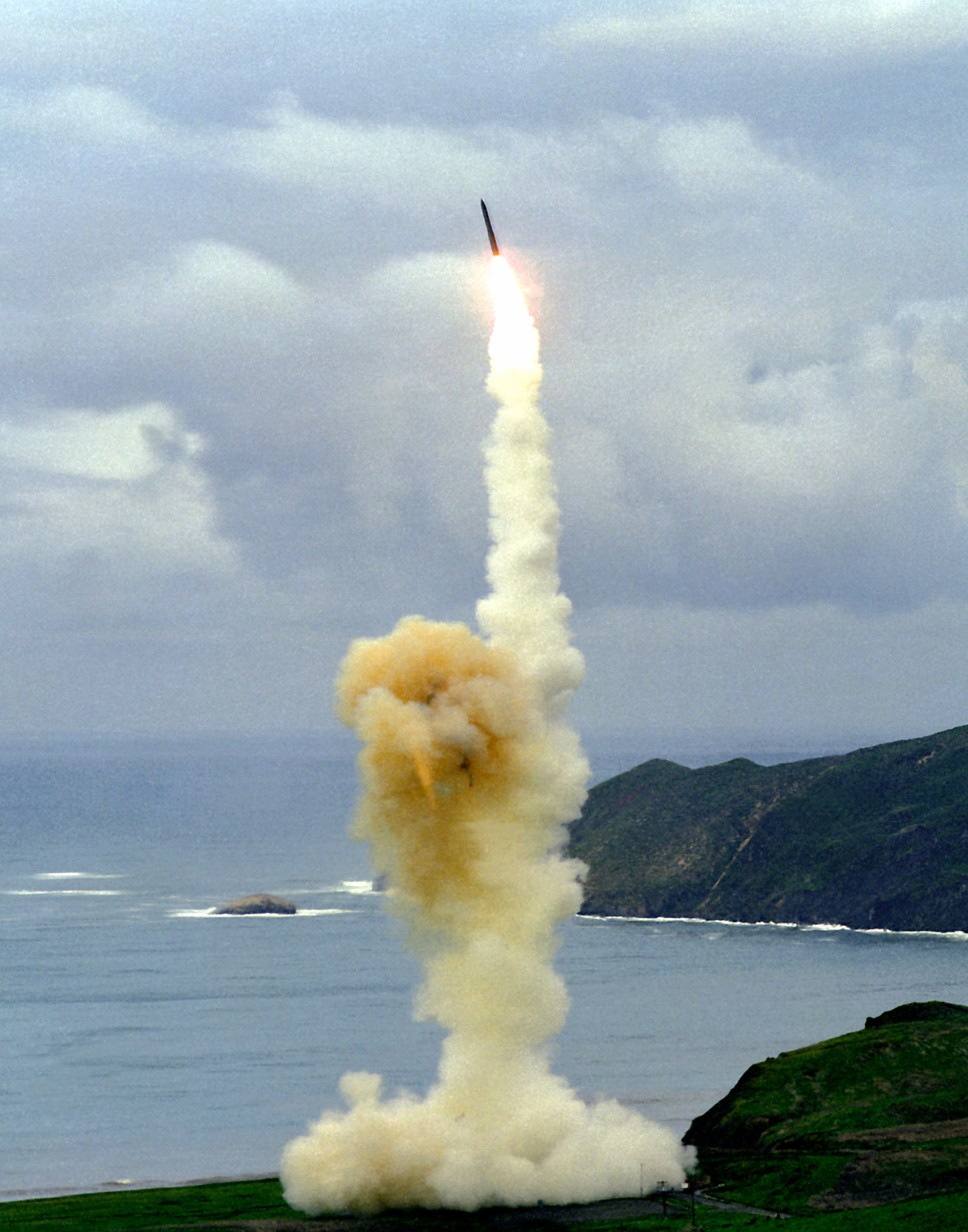
Un misil Minuteman III

La US Air Force opera actualmente 450 misiles balísticos intercontinentales, que se encuentra principalmente en los estados del norte en las Montañas Rocosas y Las Dakotas. Estas son todas las variantes de misiles balísticos intercontinentales Minuteman III. Los misiles Peacekeeper fueron eliminados del inventario de la Fuerza Aérea en 2005. Todos los misiles Minuteman II de la Fuerza Aérea han sido destruidos, de acuerdo con el tratado START así como han sido enterrados los silos de lanzamiento. Para cumplir con START II la mayoría de los múltiples vehículos de reingreso de orientación independiente, o MIRVs, han sido eliminados y reemplazados por misiles de una sola ojiva. Sin embargo, desde el abandono del tratado START II, los EE. UU. se dice que está considerando mantener 500 cabezas nucleares en 450 misiles. El objetivo de EE. UU. bajo el tratado SORT es reducir de 1600 ojivas desplegadas en más de 500 misiles en 2003 a 500 ojivas de 450 misiles en 2012. El primer Minuteman III se retiró bajo este plan en 2007 y, al mismo tiempo, las ojivas desplegadas en Minuteman III comenzaron a ser actualizadas de W62 menores a mayores W87 procedente de los misiles Peacekeeper fuera de servicio.

## Grupo de bombarderos pesados

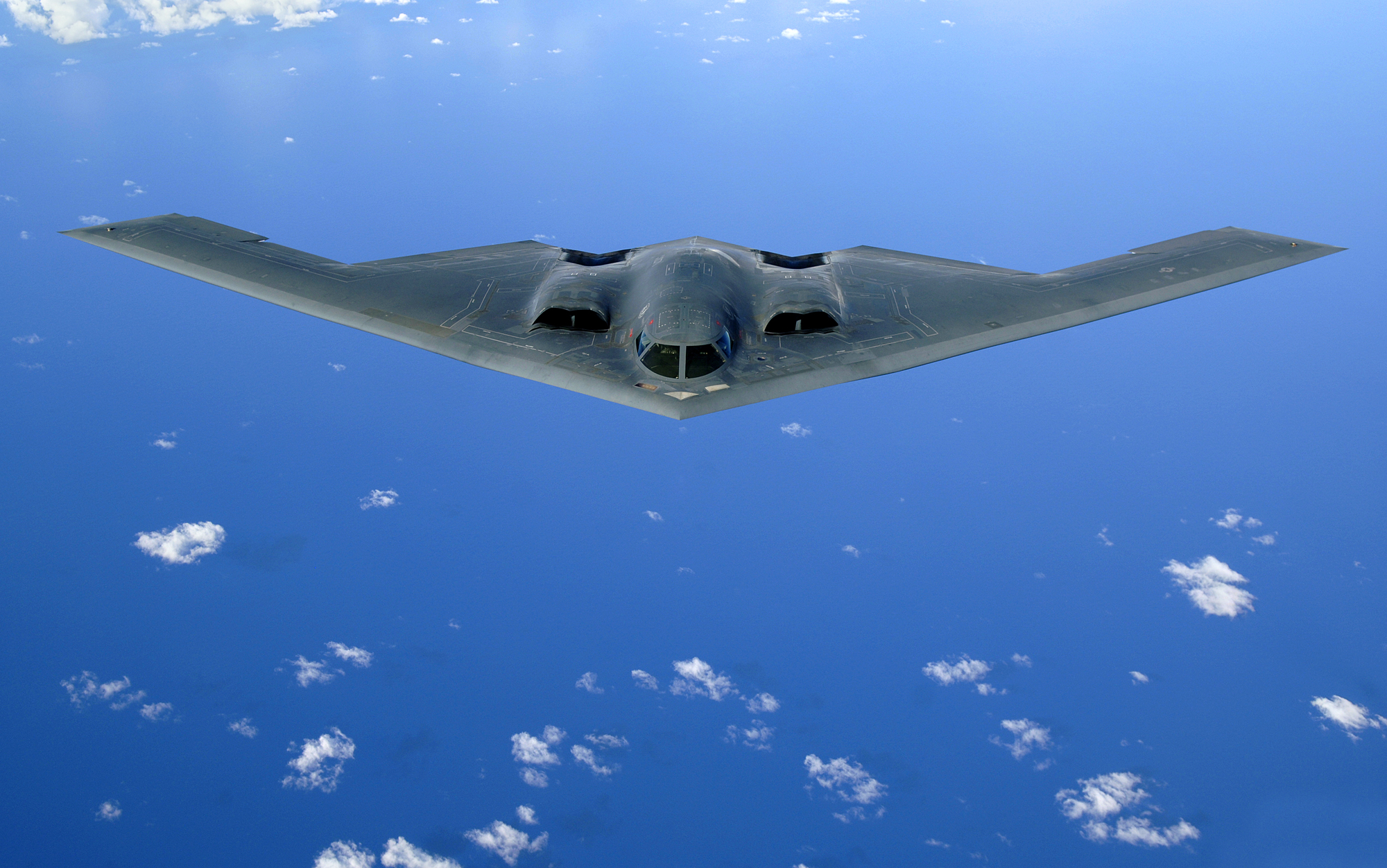
Un avión bombardero B-2 Spirit

La US Air Force también opera una flota de bombarderos estratégicos nucleares. La fuerza atacante consiste de 94 Boeing B-52 Stratofortress, y 19 B-2 Spirits. Todos los 64 Rockwell B-1 Lancer fueron adaptados para funcionar en un modo exclusivamente convencionales para el año 2007 y ya no se cuentan como plataformas nucleares.
Además de esto, las fuerzas armadas también pueden implementar armas nucleares tácticas a través de misiles de crucero convencional o con caza-bombarderos. Los EE. UU. mantiene alrededor de 400 bombas de gravedad con capacidad nuclear de uso en F-15s, F-16s y F-35s Alrededor de 350 de esas bombas están desplegados en siete bases aéreas en seis países de la OTAN, de las cuales, 180 bombas nucleares tácticas B61 entran en un acuerdo de Compartición nuclear.
Misiles balísticos intercontinentales basados en el mar

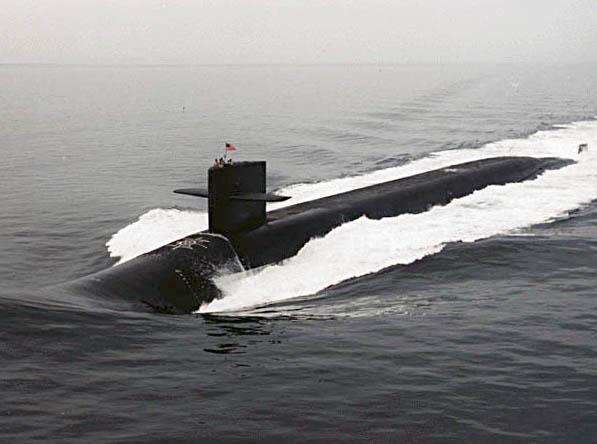
El USS Kentucky, un submarino de la clase Ohio

La Marina de los EE. UU. en la actualidad tiene 18 submarinos de la clase Ohio desplegados, de los cuales 14 son submarinos de misiles balísticos. Cada submarino está equipado con un complemento de 24 misiles Trident II. Aproximadamente 12 submarinos de ataque están equipados para lanzar, pero en la actualidad no llevan misiles nucleares BGM-109 Tomahawk. Armas basadas en el mar constituyen la mayoría de las armas declaradas en virtud del START II. Algunos misiles Trident están equipados con la cabeza nuclear W88

## Armas biológicas
El programa de ofensiva de armas biológicas de los Estados Unidos fue instigada por el presidente Franklin Roosevelt y el Secretario de Guerra en octubre de 1941. La investigación se produjo en varios sitios. Una planta de producción fue construido en Terre Haute, Indiana, pero la prueba con un agente benigno demostró la contaminación de las instalaciones por lo que no ocurrió producción durante la Segunda Guerra Mundial. Una planta de producción más avanzados se construyó en Pine Bluff, Arkansas, que comenzó a producir agentes biológicos en 1954. Fort Detrick, Maryland, luego se convirtió en un centro de producción, así como un sitio de investigación. EE. UU. desarrolló armas biológicas antipersonal y contra los cultivos. Se desarrollaron varios sistemas de despliegue incluidos tanques de aspersión aérea, latas de aerosol, granadas, cohetes y bombas de racimo.

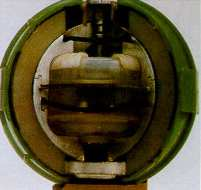

A mediados de 1969, el Reino Unido y el Pacto de Varsovia, por separado, presentaron propuestas a la ONU para prohibir las armas biológicas, lo que llevaría a un tratado en 1972. Estados Unidos canceló su programa de armas biológicas ofensivas por orden ejecutiva en noviembre de 1969 (microorganismos) y febrero de 1970 (toxinas) y ordenó la destrucción de todas las armas biológicas ofensivas, que tuvo lugar entre mayo de 1971 y febrero de 1973. Estados Unidos ratificó el Protocolo de Ginebra el 22 de enero de 1975. Ratificó la Convención sobre Armas Biológicas (CAB), que entró en vigor en marzo de 1975. [Kissinger 1969]
Las negociaciones para un protocolo de verificación que sea jurídicamente obligatorio al CAB procedió durante años. En 2001, las negociaciones terminaron cuando el gobierno de Bush rechazó un esfuerzo de los demás signatarios de crear un protocolo para la verificación, argumentando que podría ser mal utilizada para interferir con la investigación biológica legítima.
El Instituto de investigaciones médicas en enfermedades infecciosas del Ejército de los Estados Unidos situado en Fort Detrick, Maryland, produce pequeñas cantidades de agentes biológicos, para su uso en la investigación biológica de armas de defensa. De acuerdo con el gobierno de los EE. UU., esta investigación se lleva a cabo en plena conformidad con la Convención.
En septiembre de 2001, poco después de los ataques terroristas contra Nueva York y Washington D. C. del 11 de septiembre hubo una serie de misteriosos ataques con carbunco dirigidos a medios de EE. UU. y oficinas en el Senado de EE. UU. que mató a cinco personas. El carbunco utilizado en los ataques fue la cepa Ames, que fue estudiada por primera vez en Fort Detrick y luego distribuido a otros laboratorios de todo el mundo.

## Datos
- Fecha de inicio del programa nuclear: 21 de octubre de 1939
- Primer ensayo de armas nucleares:16 de julio de 1945
- Primer ensayo de bomba de fusión: 1 de noviembre de 1952
- Última prueba nuclear: 23 de septiembre de 1992
- Rendimiento más grande: 15 millones de toneladas (1 de marzo de 1954)
- Total de pruebas: 1054
- Pico de reserva: 32 225 cabezas (1967)
- Reserva actual total: 9600
- Rango máximo de misiles: 13 000 km (8100 mi)  (tierra)

12 000 km (7500 mi)  (sub)
- Firmante del TNP: Sí (1968, una de las cinco potencias reconocidas)